# Kaneville (Illinois)
Kaneville est un village du comté de Kane, en Illinois, aux États-Unis. Il est incorporé en novembre 2006,. Lors du recensement de 2010, le village comptait une population de 484 habitants.

## Source de la traduction
- (en) Cet article est partiellement ou en totalité issu de l’article de Wikipédia en anglais intitulé « Kaneville, Illinois » (voir la liste des auteurs).